# Cabañas (La Paz)
Cabañas is een gemeente (gemeentecode 1203) in het departement La Paz in Honduras. De gemeente grenst aan El Salvador.
Het dorp heette vroeger Similatón. Het hoorde bij de gemeente Marcala tot het in 1897 een zelfstandige gemeente werd. De nieuwere naam Cabañas verwijst naar generaal José Trinidad Cabañas.
De rivier Torola stroomt door de gemeente.

## Bevolking
De bevolking is als volgt verdeeld:
| Vrouwen | 1723 | 49,3% |
| Mannen  | 1769 | 50,7% |

## Dorpen
De gemeente bestaat uit vijf dorpen (aldea), waarvan het grootste qua inwoneraantal: Cabañas (code 120301).